# بوم! (ترانه سیستم آو ا داون)
«بوم!» (به انگلیسی: !Boom) آهنگی از گروه هوی متال ارمنی-آمریکایی سیستم آو ا داون است. این آهنگ به‌عنوان یک تک‌آهنگ تبلیغاتی از سومین آلبوم استودیویی آنها، این آلبوم را بدزدید!منتشر شد.

## پیشینه
«بوم!» به‌عنوان دومین و آخرین تک‌آهنگ تبلیغاتی از آلبوم «این آلبوم را بدزد!» منتشر شد. همان‌طور که در مورد اکثر آهنگ‌های آلبوم این آلبوم را بدزد! صدق می‌کند. این آهنگ فقط در موارد معدودی به‌صورت زنده اجرا شده و فقط یک اجرا از آن تأیید شده است. در یک پرسش و پاسخ عمومی در ردیت، جان دالمایان، نوازنده درام گروه، اظهار داشت: «ما چند بار آهنگ بوم! را اجرا کرده‌ایم، اما چون یک آهنگ با کلام است، همان تأثیر را در اجرای زنده ندارد.»
این آهنگ مانند آهنگ بعدی آنها بی. وای. او. بی، در اعتراض به جنگ عراق، به‌طور خاص، اعلام «جنگ علیه تروریسم» توسط رئیس‌جمهور سابق آمریکا، بوش، نوشته شده بود. پس‌از حملات ۱۱ سپتامبر، جورج دابلیو. بوش «جنگ جهانی علیه تروریسم» به رهبری آمریکا، بین‌المللی و با هدف ریشه‌کن کردن القاعده، طالبان و دیگر گروه‌های جهادی متمرکز بر خاورمیانه را آغاز کرد. سرژ تانکیان، خواننده اصلی گروه موسیقی «سیستم آو ا داون»، مقاله‌ای نوشت که در آن گفته بود: «اگر ما برای فرونشاندن خواسته‌های عمومی، افغانستان یا هر جای دیگری را بمباران کنیم و به احتمال زیاد در این مسیر غیرنظامیان بی‌گناه را بکشیم، شهدای بسیار بیشتری را به وجود خواهیم آورد که در تلافی این انتقام به کام مرگ می‌روند. همان‌طور که از وقایع دیروز نشان داده شد، نمی‌توانید جلوی کسی را که آماده مرگ (حمله انتحاری) است، بگیرید.»
این آهنگ در نسخهٔ غیرقانونی سمی بودن ۲ با نام «همیشه» لو رفت و سرژ تانکیان تنها خوانندهٔ این آهنگ بود، نه کل گروه.

## ترکیب

### موسیقی
این آهنگ از ساختار سادهٔ AABA استفاده می‌کند. کلر نیل کینگ در مقاله خود با عنوان «جنبش اعتراض جهانی رونق می‌گیرد: هوی متال، اعتراض و تلویزیون در موزیک ویدیوی «بوم!» از گروه سیستم آو ا داون»، اظهار می‌کند که این ساختار به معترضان امکان می‌دهد تا به سرعت به جنبش بپیوندند. این ساز از گام غالب فریژین که در موسیقی هوی متال رایج است، استفاده می‌کند، اما اغلب برای ایجاد حس غیرغربی یا عجیب‌غریب نیز به کار می‌رود. کینگ استدلال می‌کند که در آهنگ بوم، استفاده از این مقیاس به «محل جنگ عراق و فرهنگ غنی عربی که توسط خشونت تهدید می‌شود» اشاره دارد.

### متن آهنگ
ام‌تی‌وی این آهنگ را اینگونه توصیف کرد: «ترس از جنگ و اینکه چگونه دولت‌ها مبالغ هنگفتی را صرف ارتش می‌کنند و سایر مسائل کلیدی داخلی و بین‌المللی را نادیده می‌گیرند». همراه با موزیک ویدیوی آن، متن آهنگ «بوم!» از گروه «سیستم آو ا داون» به‌طرز تکان‌دهنده‌ای طنزآمیز، طنزِ دولت‌های مختلف را که منابع قابل توجهی را به جنگ عراق اختصاص می‌دهند، در حالی که مسائل مبرمی مانند گرسنگی گسترده و اثرات مخرب سرمایه‌داری در مراحل پایانی را نادیده می‌گیرند، برجسته می‌کند. این آهنگ به‌عنوان نقدی بر اولویت‌بندی هزینه‌های نظامی بر نیازهای فوری اجتماعی جمعیت‌های آسیب‌دیده عمل می‌کند و نابرابری‌ها در تخصیص منابع و پیامدهای آن برای رفاه جهانی را برجسته می‌کند.

### موزیک ویدیو
برای موزیک ویدیو، گروه با فیلم‌ساز آمریکایی، مایکل مور، همکاری کرد. این ویدئو از تصاویر اعتراضات ضد جنگ در ۱۵ فوریه ۲۰۰۳ استفاده می‌کند. این ویدئو همچنین کارتونی از جورج دبلیو بوش، صدام حسین، تونی بلر و اسامه بن لادن را نشان می‌دهد که سوار بر موشک‌هایی بر فراز شهری هستند و به چهار سوار آخرالزمان اشاره دارند.
کمی پس‌از انتشار، پخش این ویدئو از ام‌تی‌وی اروپا ممنوع شد. روزنامه گلوب اند میل از ناراحتی یکی از بینندگان از تصویر رئیس‌جمهور آمریکا در کنار تروریست‌ها در این ویدئو خبر داد و یکی دیگر از بینندگان به ام‌تی‌وی گفت که این شبکه دیگر هرگز در خانه آنها پخش نخواهد شد.
بیلبورد به نقل از دارون مالاکیان، گیتاریست گروه، نوشت: «احتمال جنگ آمریکا با عراق برای من یک مسئله بسیار شخصی است، زیرا خانواده‌ام آنجا زندگی می‌کنند [...] ما دوست داریم ویدیوی «بوم!» به تغییر طرز فکر مردم در مورد راه‌حل مشکلات جهانی‌مان کمک کند. ما می‌خواهیم ایده بمباران و جنگیدن را به همان اندازه که امروزه برای یک آمریکایی آفریقایی‌تبار نشستن در عقب اتوبوس منسوخ و مسخره به نظر می‌رسد، به تصویر بکشیم.»

## فهرست آهنگ‌ها
متن همهٔ ترانه‌ها توسط سرژ تانکیان & دارون مالاکیان نوشته شده‌است.
| تک‌آهنگ تبلیغاتی استرالیا | تک‌آهنگ تبلیغاتی استرالیا | تک‌آهنگ تبلیغاتی استرالیا      | تک‌آهنگ تبلیغاتی استرالیا |
| شماره                    | نام                      | آهنگساز                       | مدت                      |
| ------------------------ | ------------------------ | ----------------------------- | ------------------------ |
| ۱.                       | «بوم! (نسخهٔ بی‌نقص)»      | دارون مالاکیان، شاوو اوداجیان | ۲:۱۷                     |
| ۲.                       | «بوم! (نسخه آلبوم)»      | دارون مالاکیان، شاوو اوداجیان | ۲:۱۴                     |

| تک‌آهنگ تبلیغاتی کانادا | تک‌آهنگ تبلیغاتی کانادا | تک‌آهنگ تبلیغاتی کانادا        | تک‌آهنگ تبلیغاتی کانادا |
| شماره                  | نام                    | آهنگساز                       | مدت                    |
| ---------------------- | ---------------------- | ----------------------------- | ---------------------- |
| ۱.                     | «بوم! (نسخه ویدیویی)»  | دارون مالاکیان، شاوو اوداجیان | ۲:۵۱                   |
| ۲.                     | «بوم! (نسخهٔ بی‌نقص)»    | دارون مالاکیان، شاوو اوداجیان | ۲:۱۵                   |